# HURRY UP, BABY!
「HURRY UP, BABY!」（ハリーアップ・ベイビー!）は、日本のロックミュージシャンである柳ジョージが、1997年4月23日にMCAビクターからリリースした23枚目のシングルである。

## 解説
2曲ともにオリジナル・アルバム未収録であり、表題曲である「HURRY UP, BABY!」は、2001年に発売されたベスト・アルバム『スーパー・バリュー』に、カップリング曲の「想い出がありすぎて」は、2004年に発売されたベスト・アルバム『ゴールデン☆ベスト 柳ジョージ』にそれぞれ収録されている。
表題曲である「HURRY UP, BABY!」は、森永製菓『ICE GUY』のCMソング、カップリング曲の「想い出がありすぎて」は、森永製菓『ミルクキャラメル』のCMソングにそれぞれ起用された。
この作品を以って、MCAビクターからリリースされた最後のシングルとなった。

## 収録曲
| #         | タイトル                                 | 作詞      | 作曲      | 編曲      | 時間  |
| --------- | ---------------------------------------- | --------- | --------- | --------- | ----- |
| 1.        | 「HURRY UP, BABY!」                      | NOBODY    | NOBODY    | 大槻啓之  | 4:02  |
| 2.        | 「想い出がありすぎて」                   | 三浦徳子  | 羽場仁志  | 澤近泰輔  | 5:05  |
| 3.        | 「HURRY UP, BABY!」(Original Karaoke)    |           |           |           | 4:02  |
| 4.        | 「想い出がありすぎて」(Original Karaoke) |           |           |           | 5:04  |
| 合計時間: | 合計時間:                                | 合計時間: | 合計時間: | 合計時間: | 18:13 |